# Shinkansen série 400
Les Shinkansen série 400 (新幹線400系電車, Shinkansen 400-kei densha) sont une série de 12 rames automotrices électriques à grande vitesse appartenant à la JR East et exploitées de 1992 à 2010 sur les lignes Shinkansen Tōhoku et Yamagata au Japon.

## Caractéristiques générales
Les Shinkansen 400 ont un gabarit réduit par rapport aux autres modèles de Shinkansen pour pouvoir circuler sur la ligne mini-shinkansen Yamagata qui utilise des portions de lignes classiques converties à l'écartement standard.
À leur introduction en décembre 1992, les rames étaient composées de 6 voitures. Une voiture supplémentaire a été ajoutée fin 1995.

## Photos

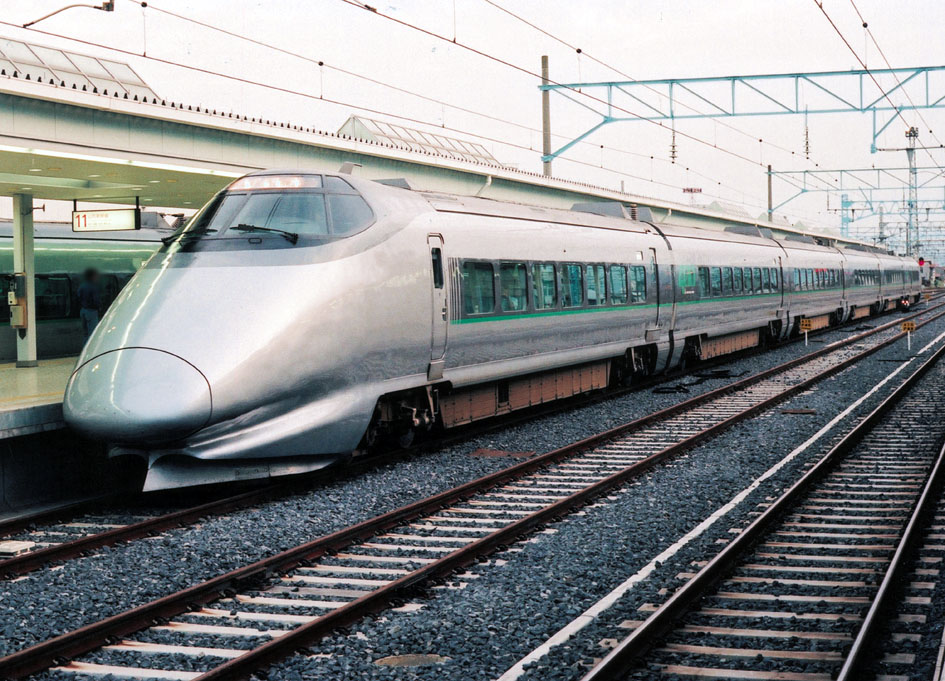
Première livrée des Shinkansen 400
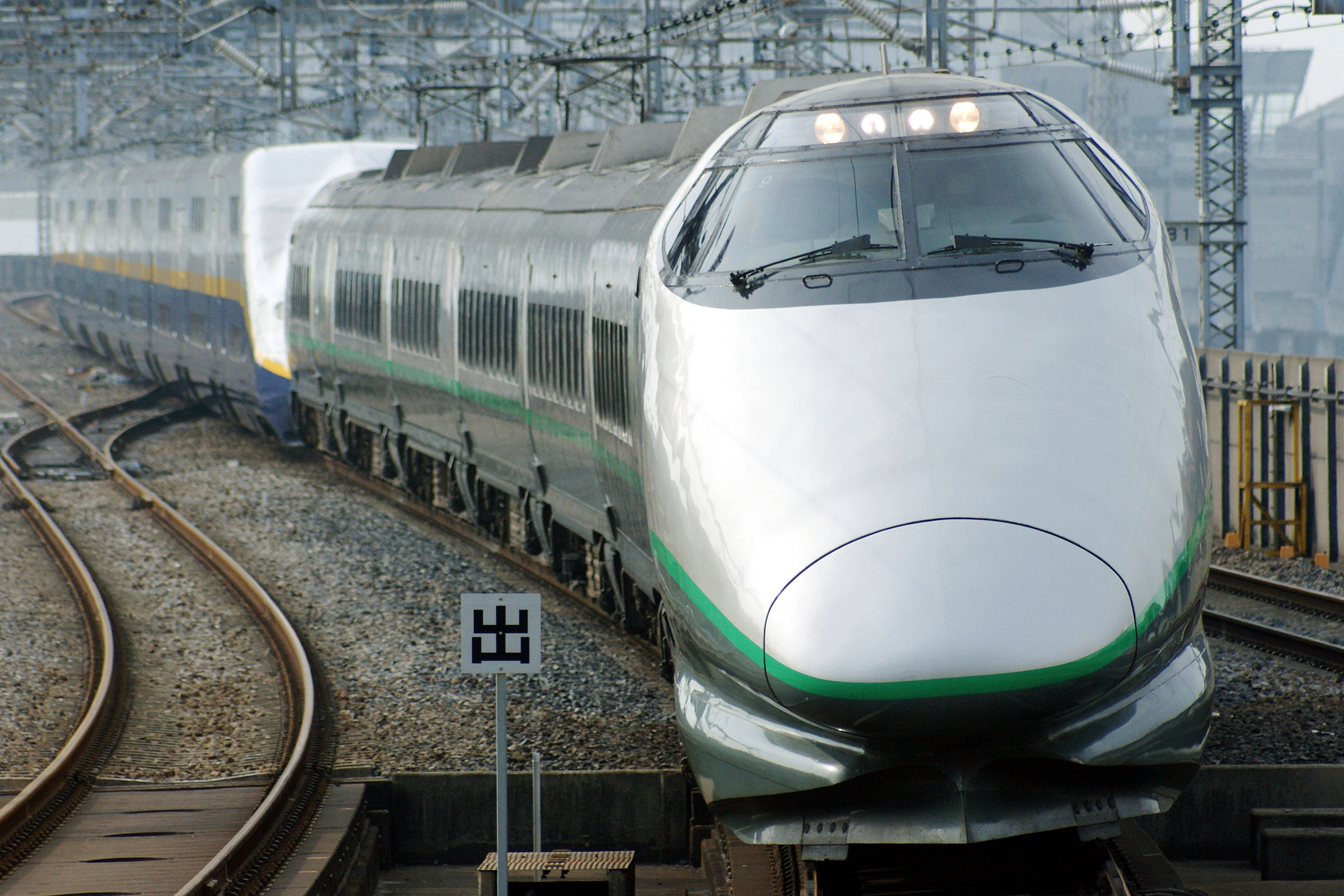
Rame Shinkansen 400 couplée à une rame Shinkansen E4
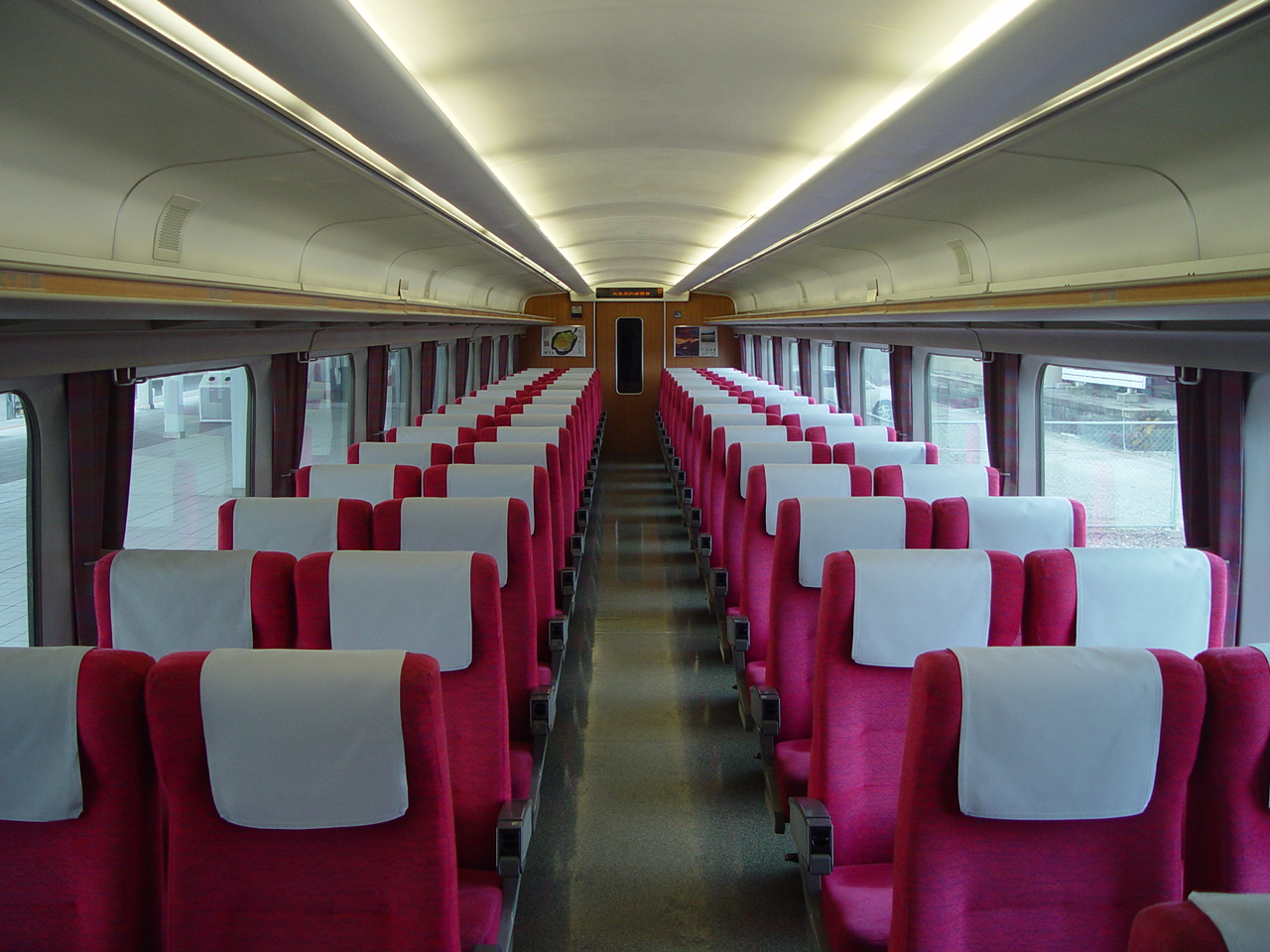
Intérieur de la classe standard
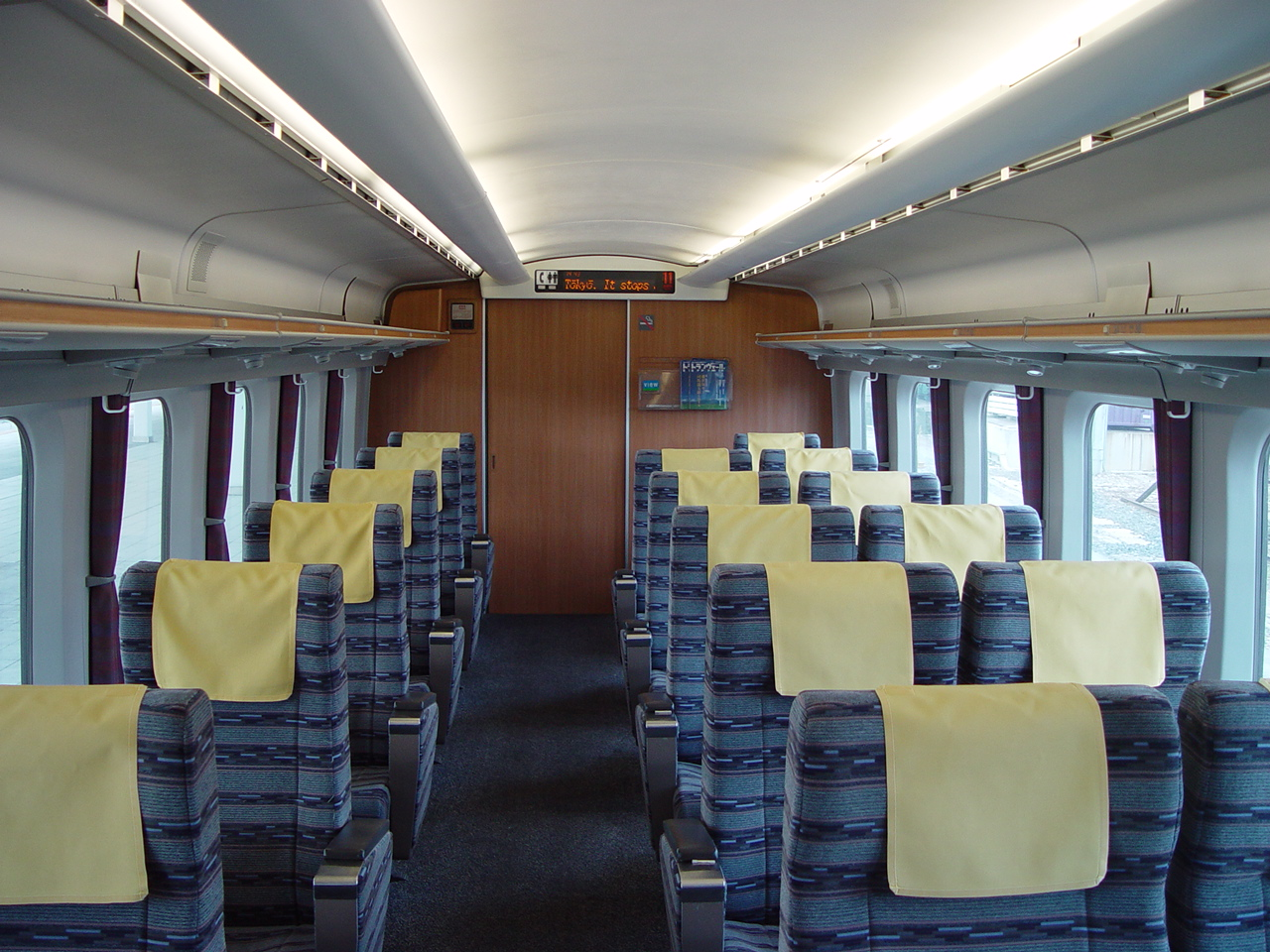
Interieur des Green car

## Préservation
La voiture d'extrémité no 411-3 est exposée au Railway Museum de Saitama.